# 1, 2, 3 태양
1, 2, 3 태양(1, 2, 3, Sun, Un, Deux, Trois, Soleil)은 프랑스에서 제작된 베르뜨랑 블리에 감독의 1993년 영화이다. 아눅 그린버그 등이 주연으로 출연하였다.

## 출연

### 주연
- 아눅 그린버그
- 미리암 보이어

### 조연
- 올리비에 마르티네즈
- 장-미셸 노이레이
- 데니즈 차렘
- 장 피에르 마리엘
- 에바 달란
- 클로드 브라소
- 이렌느 타셈베도
- 파트릭 보치테이
- 마르첼로 마스트로야니

## 제작진
- 프로듀서: 패트리스 르두
- 미술: 쟝-자크 카지옷
- 미술: 조르지스 글론
- 미술: 데오발드 모리스
- 의상: 자클린 부샤드
- 배역: 제라르 모우레브리에르
- 배역: 마야 세울레이반